# Phasmid Study Group

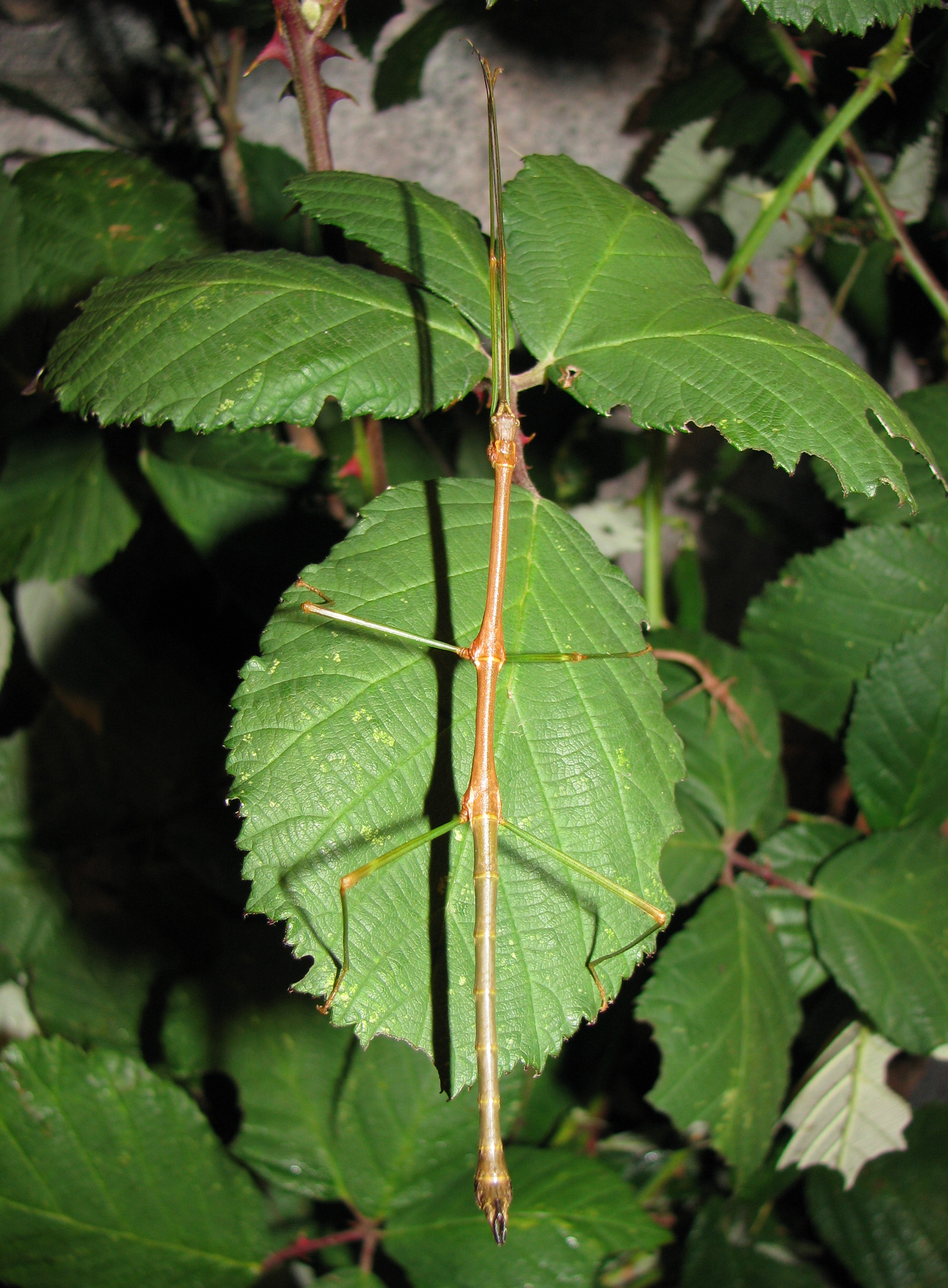
Männchen von Lonchodiodes samarensis, ehemals bekannt als Carausius spec. PSG 230

Die Phasmid Study Group (etwa: Studiengruppe Gespenstschrecken) ist eine Gesellschaft von Gespenstschreckeninteressierten. Seit ihrer Gründung im Jahre 1980 sind der Arbeitsgemeinschaft mehr als 500 Mitglieder aus über 30 Ländern beigetreten. Unter ihnen finden sich sowohl Liebhaber als auch alle professionellen Entomologen, die sich mit der Ordnung der Gespenstschrecken beschäftigen.
Die größte Errungenschaft der Gruppe ist die Etablierung einer international einheitlichen Liste, auf der ca. 400 in Terrarien gehaltene Gespenstschreckenarten geführt werden. Jeder Art beziehungsweise Fundortvarietät wird eine Nummer (PSG-Nummer) zugeteilt, welche von Liebhabern und Entomologen insbesondere für den Austausch von Tieren genutzt wird, aber auch der Sicherstellung einer einheitlichen Benennung von wissenschaftlich noch unbeschriebenen Arten und lokalen Varietäten dient. So wurde beispielsweise die im Jahr 2007 als Lonchodiodes samarensis beschriebene Art zuvor als Carausius spec. PSG 230 bezeichnet. In der PSG Culture List werden neben dem Namen auch die Unterfamilie, die Größe, die Herkunft, die Futterpflanzen und Verweise auf weiterführende Informationen für jede Art aufgelistet. Die in Zucht befindlichen Arten werden jeweils in die PSG-Liste aufgenommen, wenn entsprechende Belegexemplare der Sammlung des Natural History Museum in London zur Verfügung gestellt werden.
Neben einem vierteljährlich erscheinenden Newsletter, erhalten die Mitglieder auch so genannte Phasmid Studies, welche längere Artikel enthalten. Zweimal im Jahr werden Treffen organisiert, die meist im Natural History Museum in London stattfinden. Auf diesen Treffen können neben Informationen auch die Insekten selbst ausgetauscht werden.